# Вілла Мельці в Гадзаді біля озера Варезе
«Вілла Мельці в Гадзаді біля озера Варезе» або «Вілла Перабо в Гадзаді» (італ. Villa Perabò Melzi a Gazzada presso Varese) — картина італійського живописця Бернардо Беллотто (1720–1780), представника венеційської школи. Створена у 1744 році. З 1831 року зберігається в колекції Пінакотеки Брера у Мілані.

## Загальний опис
Вершини своєї творчої кар'єри Беллотто досяг під час своєї довготривалої подорожі по Італії, яку він здійснив у 1744 році. Дві картини, які зберігаються у Пінакотеці Брера, «Вілла Мельці в Гадзаді біля озера Варезе» і «Вид Гадзади», художник очевидно задумував як пару. Полотна не були розділені і продані окремо на художньому ринку і вважаються серед найкращих пейзажів північної Ломбардії.
На цьому полотні зображена вілла Мельці у Гадзаді біля озера Варезе, що оточена озерними водами та засніженими горами. Беллотто не затримується на фіксації пейзажу, вловлюючи найдрібніші світлові нюанси раннього осіннього ранку, а передає настрій пори року, характерне їй освітлення і атмосферу. Художник зображує один із ломбардських краєвидів, на якому альпійська гора Монте-Роза відображається у прозорій воді озера Варезе. Беллотто розміщує врівноважену і гармонійну архітектуру на фоні природи.